# Sito archeologico di Polizzello

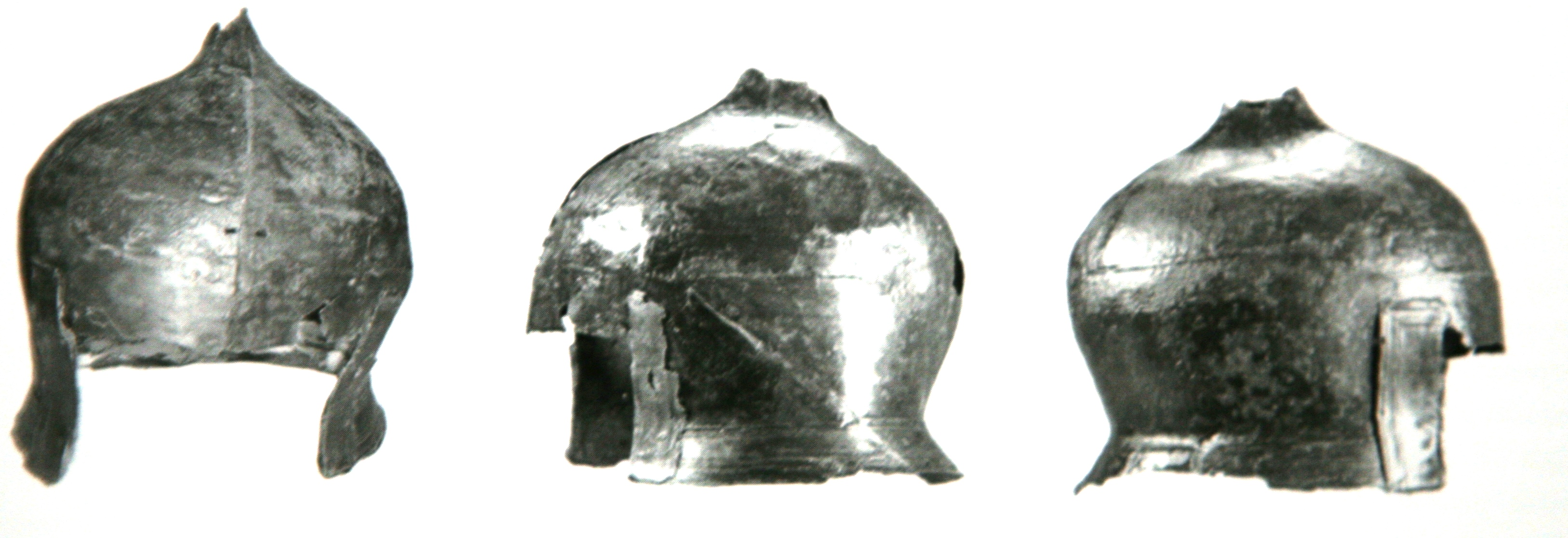
Tre viste dell'Elmo di Polizzello

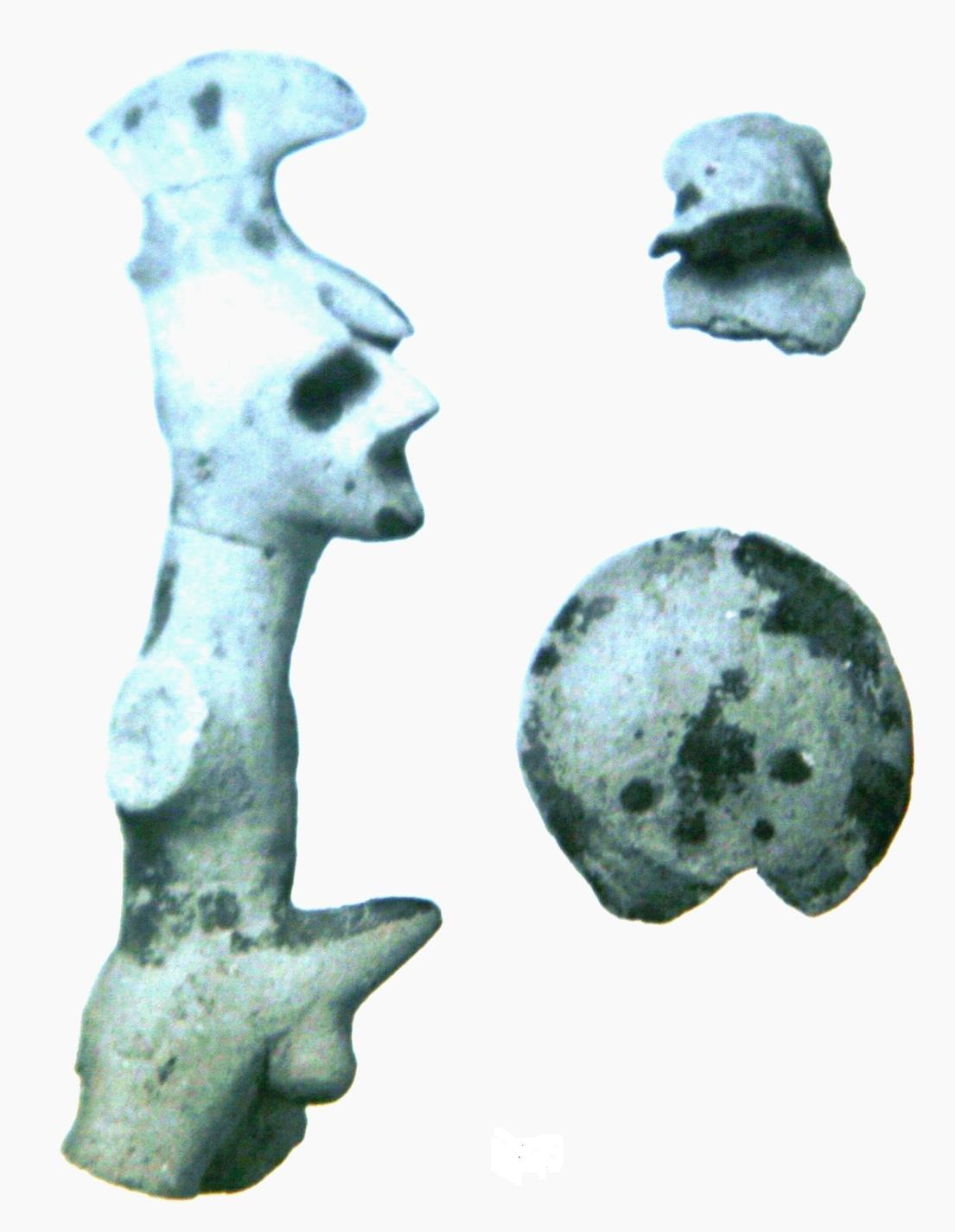
Figurina fittile di guerriero itifallico

Il sito archeologico di Polizzello, montagna di Polizzello è stato un sito abitato probabilmente dall'XI al VI sec a.C.

## Etimologia
Il nome pare derivi dal nome del dinomenide Polizelo.
Secondo un'altra tesi il nome deriverebbe dal greco πολις Ειθηλος (Polizzello), anche se ad oggi non vi sono testimonianze archeologiche certe che possono indicare un insediamento di tipo greco.

## Geografia
Il sito è posto su una collina a 877 m sul livello del mare e si trova a vicino Mussomeli in provincia di Caltanissetta.
Il sito geograficamente si presta ad un insediamento umano per la facilità con cui è difendibile e per la presenza di fonti di acqua. Esso è costituito da due pianori di cui il superiore più piccolo è sede dell'acropoli nonché luogo del primo insediamento protostorico e arcaico, inoltre; il sito ha un orientamento est-ovest con un unico accesso da est.

## Storia
Storicamente il sito ha avuto tre momenti rilevanti:
1. età del Bronzo Antico (XIX-XVI secolo a.C.), della quale ci rimangono alcune tombe a grotticella del periodo del castelluccio ed una capanna circolare con suppellettili poste sul versante orientale della montagna.
2. dall'XI al IX secolo a.C. con la creazione di un'acropoli posta sulla cima della collina.
3. dall'VIII ed il VI a.C., periodo di massimo sviluppo per il centro, del quale rimangono un monumentale recinto che costeggia il margine a terrazza della collina ed una serie di edifici circolari i: sacelli, luoghi di culto. All'interno dei quali sono stati ritrovati eccezionali reperti storici tra cui l'elmo di Polizzello di fattura cretese ed una figurina fittile di un guerriero itifallico (guerriero di Polizzello).

Del V secolo a.C. sono i resti della Casa del Temenos, questo è un edificio residenziale a più ambienti.

## Galleria d'immagini

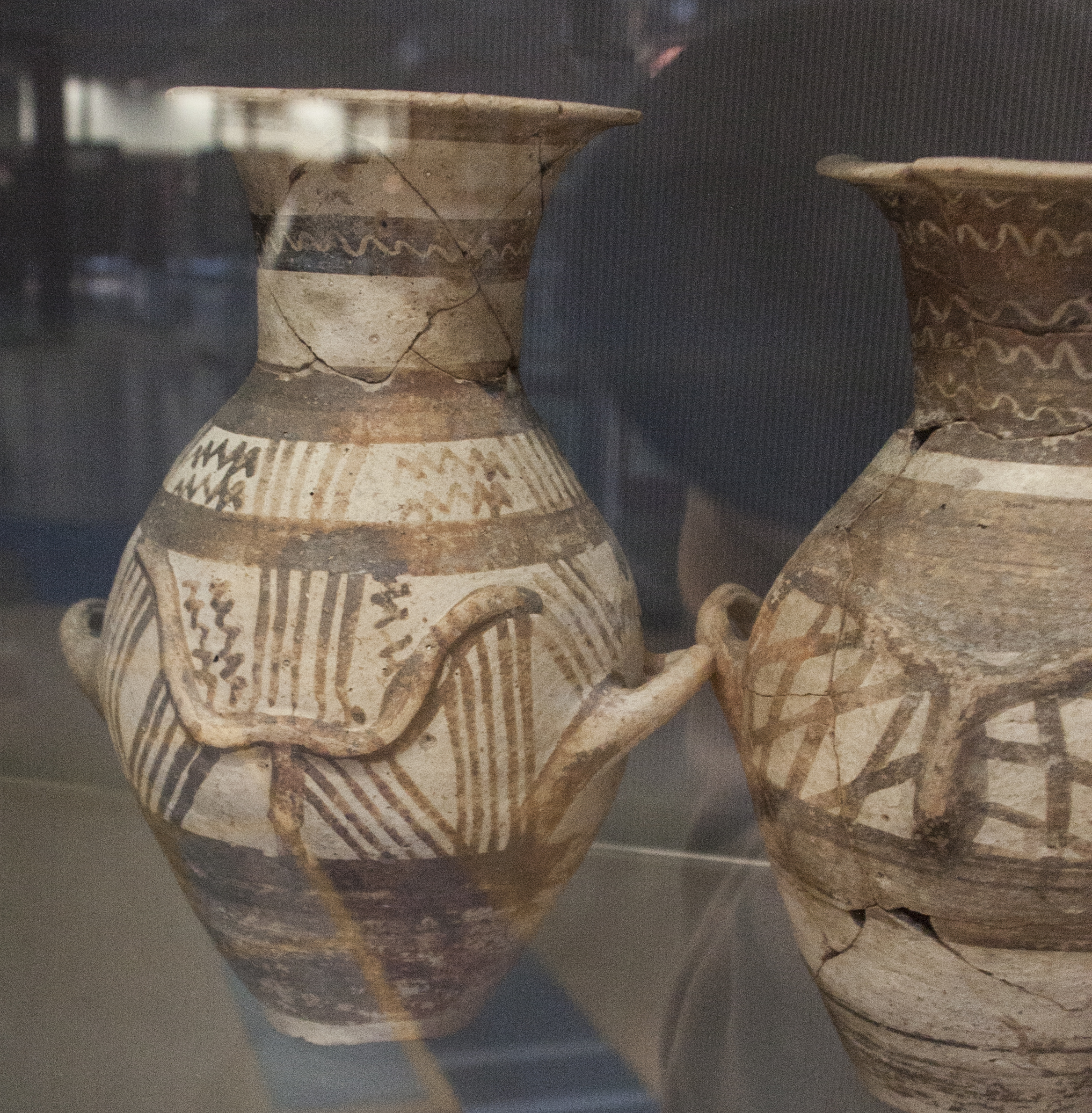
Anfore indigene
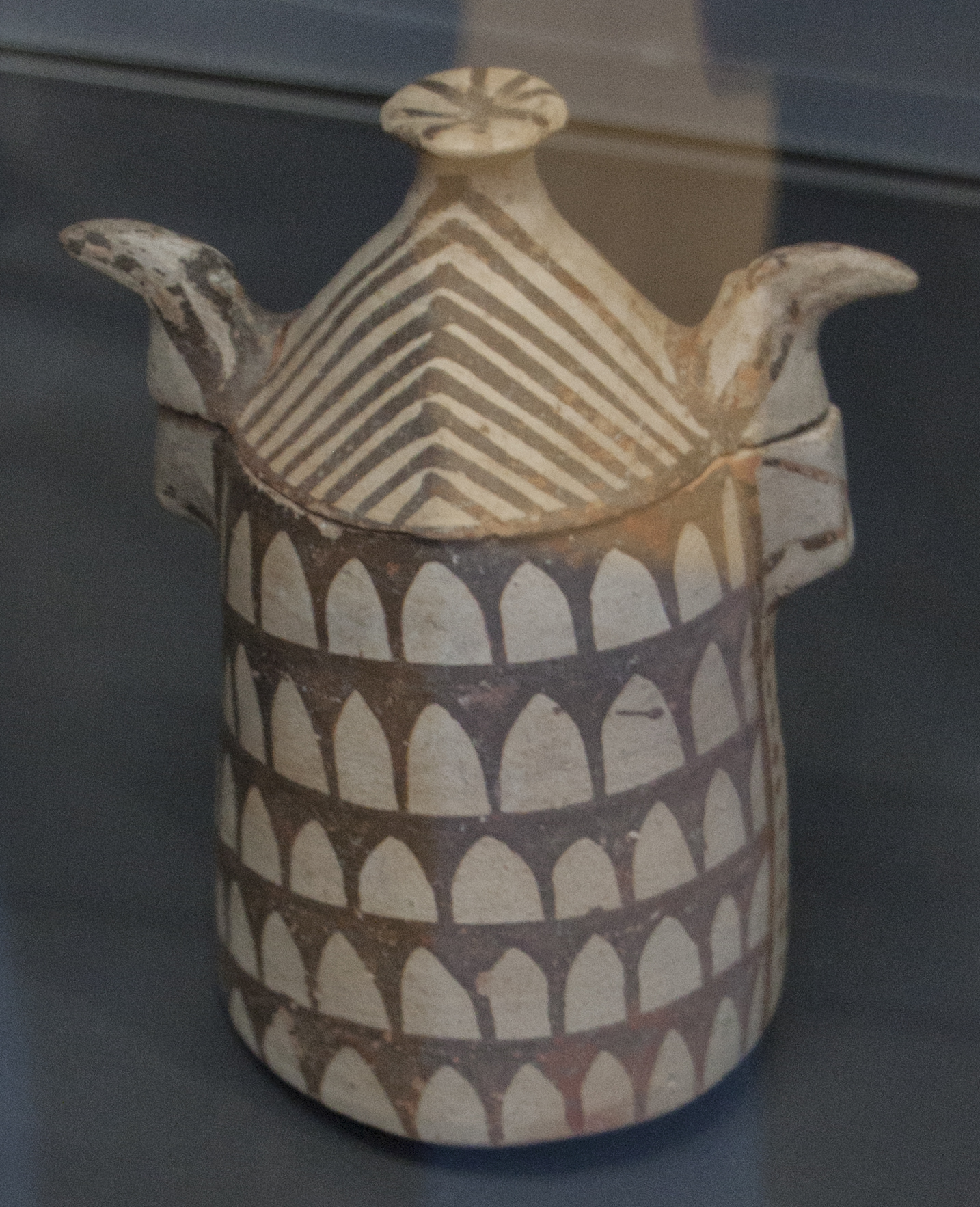
Pisside cilindrica
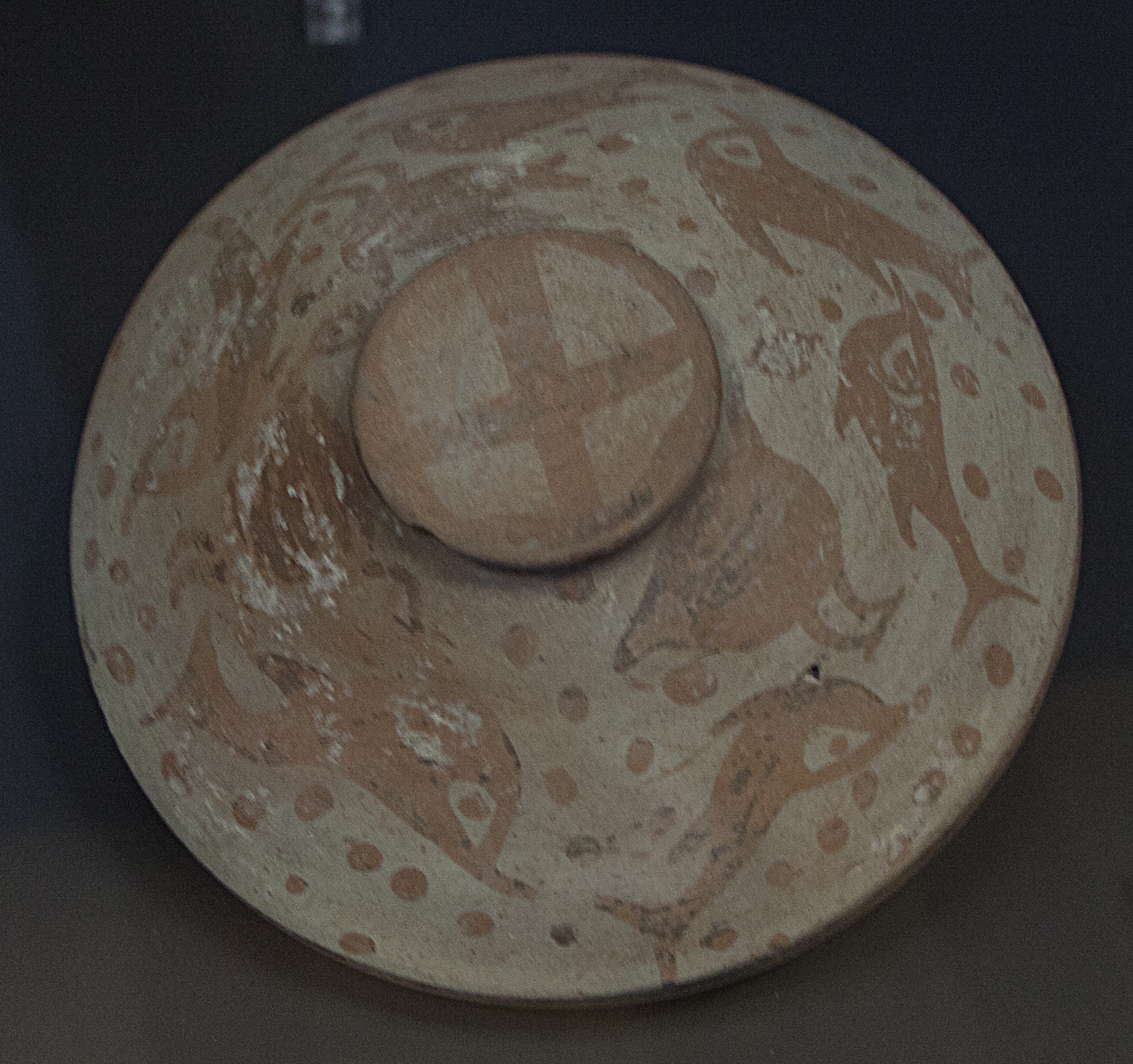
Coppetta dipinta